# Смрт Џефрија Епстина
 10. августа 2019. године, амерички финансијер и осуђени сексуални преступник, Џефри Епстин, пронађен је без реакције у затворској ћелији казнено-поправног центра, где је чекао суђење због нових оптужби за трговину сексом. Након што су затворски чувари извршили ЦПР, превезен је у срчаном застоју у болницу у центру Њујорка, где је у 6:39 сати проглашен мртвим. Медицински инспектор у Њујорку пресудио је Епстинову смрт самоубиством вешањем. Међутим, Епстинови адвокати оспорили су тај закључак и отворили сопствену истрагу. Мајкл Бејден, кога је Епстинов брат ангажовао да надгледа обдукцију, најгласнији је заговорник теорије о убитачном дављењу, а не самоубиству вешањем.
Након што је првобитно изразио сумњу генерални тужитељ, Вилијам Бар, описао је Епстинову смрт као "савршену олују зајебанције". ФБИ и Генерални инспектор Министарства правде САД воде истраге о околностима његове смрти. Дежурни стражари су касније оптужени за заверу и записе о фалсификовању. Као резултат његове смрти, све оптужбе против Епстина одбачене су, а текуће истраге трговине женама скренуле су пажњу на његове наводне сараднике.
Због кршења уобичајених затворских поступака у ноћи Епстинове смрти, неисправности две камере испред његове ћелије и његовог тврђеног сазнања о компромитовању података о моћним личностима, његова смрт изазвала је спекулације и теорије завере  о могућности да је убијен. У новембру 2019. двосмислена природа његове смрти изазвала је меме " Епстин се није убио ".

## Хапшење и затвор
6. јула 2019. године, Џефри Епстин ухапшен је у Њујорку по вишеструким оптужбама, укључујући трговину сексом, и смештен у казнено-поправни центар у Метрополитану на Доњем Менхетну. Он се изјаснио да није крив. Раније се суочио са сличним оптужбама на Флориди 2008. године, али је избегао савезне оптужбе у споразуму о признању кривице. На основу споразума о признању кривице, он је признао кривицу за две оптужбе за државно кривично дело, платио реституцију за тридесет шест жртава које је идентификовао ФБИ и регистровао се као сексуални преступник у државама Флорида и Њујорк. 18. јула 2019. године, Епстину је одбијена кауција након што је понудио 600.000 америчких долара да би могао да носи наногвицу у својој градској кући у Њујорку. На њега се гледало као на потенцијалног ризичног путника због његових 20 међународних летова у претходних 18 месеци. Епстинс е жалио на одлуку о одбацивању кауције Апелационом суду другог круга Сједињених Држава. У време његове смрти, овај случај је још увек био у току.

### Почетни покушај самоубиства и последње недеље
Дана 23. јула Епстина су пронашли у полусвесном стању у својој ћелији са повредама врата. Рекао је својим адвокатима да га је напао његов друг из ћелије. Званичници затвора испитивали су његовог друга из ћелије, Николаса Тартаглиона, осуђеног за вишеструко убиство и заверу дроге, али је оптужба да наноси штету Епстину одбијена. Тартаглион је тврдио да је у ствари спасио Епстина. Интерна истрага затвора очистила је Тартаглиона у вези са тим догађајем. Након Епстинове смрти, Тартаглионеу су, како се извештава, претили затворски чувари и речено је да "превише прича" након што је медијима описао Епстинову смрт и услове у затвору. Неименовани извор сугерисао је да је Епстин инсценирао инцидент како би могао да буде пребачен. Спенцер Кувин, адвокат који је заступао три наводне жртве Епстина, изјавио је у интервјуу у јулу 2019. године након првог очигледног покушаја самоубиства Епстина, да верује да је то напад на његов живот, и изјавио да постоји велика вероватноћа да ће бити убијен у затвору.
Као резултат инцидента, Епстин је стављен на надзор за самоубице. Био је смештен у посматрачку ћелију, окружен прозорима, где су стално била упаљена светла и није било дозвољено доношење било каквих уређаја које би затвореник могао да користи за самоубиство. Психолошко особље отклонило је Епстина са надзора за самоубиство након шест дана после психијатријског прегледа. Неки извори су навели да је Епстин уклоњен са надзора за самоубиства након што су тврдили да га је Тартаглионе "развалио". Епстин се затим вратио у специјалну стамбену јединицу, где је требао имати ћелијског колегу и требало га је надгледати сваких 30 минута.
Епстин је наводно стављао новац на рачуне других затвореника да би стекао њихов наклон или купио заштиту. Папирна белешка Епстина пронађена је у његовој ћелији након његове смрти. У њој се жалио на велике бубе које пузе по телу, чувара Това Ноела који му је дао загорелу храну, и како га је чувар намерно затварао у ћелију за туширање без одеће. 8. августа Џефри Епстин је потписао свој последњи тестамент, у присуству двојице адвоката која су га познавала. Тестамент је именовао два дугогодишња радника као извршиоце и пренео сву своју залиху на решавање дугова.

## Смрт
Затвор је обавестио Министарство правде, када је Епстин смештен у специјалну стамбену јединицу (SHU), да ће имати ћелијског колегу и да ће стражар сваких 30 минута надгледати ћелију. Ови поступци нису поштовани оне ноћи када је умро. 9. августа је Епстинов друг из ћелије је премештен и није доведена замена. Вече пре његове смрти, Епстин се састао са својим адвокатима, који су га описали као "узбудљивог" пре него што га је чувар Това Ноел отпратио назад у специјалну стамбену јединицу. Снимци сигурносних камера показују да двојица стражара нису одрадили тражено бројање институција у 22 сата и забележили су Ноела како кратко пролази поред Епстинове ћелије у 22:30, последњи пут када је ико од стражара прошао у реду где је била његова ћелија. Епстин се током ноћи, кршећи уобичајену процедуру затвора, није проверавао на сваких 30 минута.  Двојица чувара који су додељени да провере његову ћелију преко ноћи, Това Ноел и Мајкл Томас, заспали су за својим столом и спавали су готов три сата да би касније лажирали записе. Две камере испред Епстинове ћелије такође су се поквариле те ноћи. Друга камера је имала снимке који су били „неупотребљиви“.        

### Проналазак
Пошто су стражари делили доручак нешто после 6:30  ујутро 10. августа, Епстин је пронађен без реакције у ћелији због срчаног застоја.  Пронађен је у клечећем положају са траком постељине омотаном око врата. Плахта је била везана за врх његовог лежаја.  Веровало се да је до тада био мртав око два сата. Чувари су извршили реанимацију Епстину, а други затвореници су их чули како вичу „Диши, Епстине, диши“.  У 6:33  ујутру, стражари су укључили аларм, обавестивши свог надзорника, коме је Ноел рекао: „Епстин се обесио“.  Хитно је пребачен у болницу у центру Њујорка где је проглашен мртвим у 6:39  ујутру.  Његово тело је убрзо након тога превезено у канцеларију судског лекара.
Уклањање Епстиновог тела из његове ћелије представљало је кршење протокола, јер Биро за затворе налаже да се место самоубиства третира са „истим нивоом заштите као и свако место злочина на којем се догодила смрт“.  Сходно томе, затворско особље такође није успело да фотографише Епстиново тело како је пронађено.

### Одступања
Епстинова смрт била је прва смрт која је пресуђена као самоубиство у 14 година. Мајкл Баден и 60 минута су испитивали да ли је Епстин, који је био висок 1,8 м и тежак 84 кг, могао да се обеси о доњи кревет. Фотографије снимљене након смрти такође показују боце и лекове који стоје усправно на горњем кревету.  Баден је такође поставио питање зашто Епстин није користио друге материјале доступне у његовој ћелији као лигатуру, као што су жице и цеви из апарата за апнеју у сну, који су били јачи и дужи.

## Обдукција и медицински докази

### Аутопсија
Главни медицински истражитељ у Њујорку Барбара Сампсон је 11. августа извршила четворосатну обдукцију Епстиновог тела. Епстинови адвокати су послали патолога Мајкла Бадена да посматра обдукцију.  Након обдукције, канцеларија медицинског истражитеља је известила да се Епстин обесио чаршавом са свог кревета.  Дана 14. августа, незванични извори су известили да су сломљене кости пронађене у Епстиновом врату, иако се то може десити код самоубиства старијих особа. Према форензичким стручњацима и студијама, ове сломљене кости су „чешће код жртава убистава дављењем“.  Последња смрт која је донела одлуку о самоубиству у МЦЦ је била 1998. Епстинови адвокати објавили су заједничко саопштење након извештаја лекара, у којем изражавају незадовољство њиме, оспоравају његове закључке и наводе да следи потпунији одговор. Рекли су да је тим одбране у потпуности намеравао да настави сопствену истрагу о околностима и узроку Епстинове смрти, укључујући предузимање правних радњи да погледа снимак камере у близини његове ћелије током ноћи његове смрти.  Касније су рекли да су докази о Епстиновој смрти „далеко доследнији“ убиству него самоубиству.

### Обдукцијски извештај и критике
Сампсон је 16. августа објавио да је Епстинова смрт проглашена самоубиством вешањем.  Касније, супротстављени извештаји говорили су да су повреде које је Епстин задобио биле подједнако доследне, ако не и више, са дављењем или убиством као и са самоубиством. Сампсоновом извештају је утврђено да у његовој смрти није било никакве прљаве игре.  Три Епстинова адвоката су изразила незадовољство Сампсоновим закључком, ангажујући форензичког патолога Мајкла Бадена да посматра аутопсију; рекли су да ће покренути сопствену истрагу и дати детаљнију изјаву у будућности. Баден је посматрао Сампсонову аутопсију када је обављена; након обдукције рекао је да не може да коментарише због налога за зачепљење које је издала Сампсонова канцеларија и Епстиново имање.
Баден је 30. октобра 2019. објавио извештај у којем се наводи да су Епстинове повреде врата много више у складу са „убиственим дављењем“ него са самоубиством. Он је навео да је Епстин „имао два прелома на левој и десној страни ларинкса , тачније тироидне хрскавице или Адамове јабучице , као и један прелом леве хиоидне кости изнад Адамове јабуке”. Посебно Баден тврди да Епстин је језичне кости је сломљена на начин који је индикативан за дављења од позади.  Касније тог дана, Сампсон је оповргао Баденове тврдње, рекавши: „Чврсто стојим иза наше одлуке о узроку и начину смрти господина Епстина. Узрок виси, начин је самоубиство.“ Баден је касније рекао: „Преко хиљаду вешања у затвору, самоубистава у затворима у држави Њујорк у последњих 40-50 година, нико није имао три прелома.  Неурохирург и медицински дописник ЦНН- а Сањаи Гупта тврди да је Епстин могао лако да сломи подјезичну кост током вешања због слабљења кости и губитка флексибилности са годинама. Гупта је такође сугерисао да су вишеструке сломљене вратне кости карактеристичније за вешање. Џералд Родс, шеф кичмене хирургије у Универзитетској болници Емори , такође је изјавио да су вишеструке сломљене вратне кости у складу са вешањем.  Професор форензичких наука на Џон Џеј Колеџу рекао је да се хиоидна кост заиста може сломити од вишења, напомињући да је то слаба кост. Према њиховој анализи, сломљена подјезична кост није довољан доказ убиства.
Према Бадену, рана на врату била је у центру Епстиновог врата, а не испод његових мандибула као код типичног вешања. Баден је рекао да је ово чешће када је жртва задављена жицом или каблом. Баден је такође рекао да је рана била много тања од траке чаршаве, а иако је на Епстиновом врату било крви, није је било на лигатури постељине.  Као одговор на Баденове тврдње, Сампсон је остао при закључку да је Епстинова смрт самоубиство.

### Сахрана
Након обдукције, Епстиново тело је узео "неидентификовани сарадник", за који је касније откривено да је његов брат Марк.  Тело је 5. септембра сахрањено у необележеној гробници поред гробница његових родитеља у маузолеју Давидове звезде Ај Џеј Мориса у Палм Бичу на Флориди. Имена његових родитеља уклоњена су са њиховог надгробног споменика како би се спречио вандализам.

## Последице

### Реакције
Неколико сати након што је објављена Епстинова смрт, председник Доналд Трамп је одговорио ретвитовањем поста у вези са „ Пребројавањем тела Клинтонове “, теоријом завере која наводно повезује Епстинову смрт са бившим председником Билом Клинтоном и бившом државном секретарком Хилари Клинтон.  На говору у Пенсилванији три дана касније, Трамп је рекао новинарима да жели „потпуну истрагу“.  Генерални тужилац Вилијам Барекао је рекао да је "запрепашћен" Епстиновом смрћу у савезном притвору и да то "покреће озбиљна питања на која се мора одговорити". Наложио је истрагу главног инспектора Министарства правде поред истраге ФБИ.  Сенатор Бен Сасе , председник поткомитета за надзор правосуђа Сената Сједињених Држава, касније је написао Бару писмо у коме каже: „Министарство правде није успело“. Додао је: „С обзиром на Епстинов претходни покушај самоубиства, требало је да буде закључан у тапацираној соби под непрекидним, 24/7, сталним надзором. Очигледно, главе морају да се котрљају.”  Представник Мет Гејц, који седи у Правосудном комитету Представничког дома Конгреса Сједињених Држава ,позвао председавајућег Џерија Надлера да даје приоритет истраживању околности око Епстинове смрти у односу на друге истраге које је комисија спроводила.  Представница Луис Франкел позвала је на истрагу Конгреса о Епстиновом споразуму о признању кривице из 2008. године.  Сенатори Кирстен Гилибранд и Рик Скот позвали су на истрагу и изразили своје незадовољство што Епстинове жртве неће завршити суђење.
11. августа, градоначелник Њујорка Бил де Блазио , који је тада био у кампањи за председника у Ајови , рекао је: „Нисам теоретичар завере, али овде је нешто превише згодно и морамо да дођемо до дна онога што се догодило."  Следећег дана, челници правосудног комитета Представничког дома, председавајући Џери Надлер и високо рангирани члан Даг Колинс , послали су Федерални биро за затворе(БОП) 23 питања о Епстиновој смрти. „Очигледно самоубиство ове истакнуте и — ако се покажу да су оптужбе тачне — посебно за осуду док је у притвору савезне владе показује озбиљне побачаје или недостатке у протоколу затвореника и омогућило је покојнику да на крају избегне суочавање са правдом“, они написао. „Свакој жртви поступака господина Епстајна заувек ће бити ускраћено право прибегавање и трачак надокнаде који наш правосудни систем може да обезбеди суочен са таквим наводним зверствима; компетентност и строгост нашег система кривичног правосуђа је нарушена овим очигледним превидом.“  Дана 13. августа, сенатор Небраске Бен Сасе, председавајући правосудног комитета Сената, написао је писмо државном тужиоцу Бару у којем га позива да "покида" споразум о непроцесуирању Епстина и његових саучесника из 2008. године. Сасе је тврдио да Министарство правде мора привести Епстинове саучеснике пред лице правде, упркос његовој смрти, и додао: „Овај погрешни договор не може да издржи“.  19. августа Бар је заменио директора БОП-а бившом директорком Кетлин Хок Сојер.  Сасе је похвалио овај потез.
„Шокантно је да га повуку са самоубиства“, рекао је за NBC news Камерон Линдзи, бивши управник три савезна објекта . „За некога овако високог профила, са овим оптужбама и оволико жртава, ко је имао покушај самоубиства у последњих неколико недеља, не можете да ризикујете.  Савезни тужиоци у случају назвали су Епстинову смрт „узнемирујућом“ и нагласили да ће наставити да траже правду за његове тужиоце чак и након смрти финансијера. Џефри Берман , државни тужилац Јужног округа Њујорка, рекао је у изјави: „Оним храбрим младим женама које су се већ јавиле и многим другима који то тек треба да ураде, дозволите ми да поновим да остајемо привржени залагању за вас и нашој истрази понашања за које се терети у оптужници —што је укључивало и број завере — остаје у току."

### Истраге
БОП је потом покренуо истрагу о околностима Епстинове смрти,  при чему је државни тужилац Бар рекао да ће званичници Министарства правде темељно истражити „озбиљне неправилности“ у Метрополитен поправном центру.  Међутим, како је Бар добијао више информација о Епстиновој смрти, почео је да верује да је то била само „савршена олуја“.
У новембру 2019., директор БОП-а Сојер је рекао Сенатском правосудном комитету да ФБИ истражује да ли је „злочиначки подухват“ умешан у Епстинову смрт. Она је додала да "нема назнака, из свега што знам" да је његова смрт "била било шта друго осим самоубиства". Портпарол је касније објаснио да је користила фразу "злочиначки подухват" јер ју је о томе питао сенатор Линдзи Грејем , и да "је мислила на испитивање могућег криминалног понашања особља".
13. августа, државни тужилац Бар је наредио БОП-у да привремено премести управника МЦЦ-а, Ламине Н'Диаие, док су ФБИ и генерални инспектор Министарства правде истраживали околности око Епстинове смрти. Џејмс Петручи, управник ФЦИ Отисвил , именован је за вршиоца дужности управника.  Два члана особља додељена Епстиновој јединици стављена су на административно одсуство.  14. августа, судија савезног суда на Менхетну Ричард Берман, који је надгледао Епстинов кривични случај, писао је Н'Диаиеу са питањем да ли ће истрага о Епстиновој смрти укључити истрагу његових ранијих (23. јула) повреда. Судија Берман је написао да, према његовим сазнањима, никада није дефинитивно објашњено шта су закључили о инциденту. У новембру 2019, Берман је позвао на широку реформу затвора у отвореном писму Бару у Њујорк Тајмсу .
Двојица званичника француског кабинета Марлен Шиапа и Адриен Такет накнадно су позвали на истрагу о "многим неодговореним питањима" о Епстиновим везама са Француском, позивајући француску владу да покрене сопствену истрагу. „Америчка истрага је истакла везе са Француском“, навели су Шиапа и Такет у саопштењу, преноси ABC. „Стога нам се чини да је за жртве од суштинске важности да се отвори истрага у Француској како би се све открило“, рекао је портпарол канцеларије за ABC News. „Елементи добијени у париском тужилаштву се анализирају и унакрсно упућују.  У августу,Французи су покренули истрагу о наводном Епстиновом сараднику Жан-Лик Брунелу, за кога се наводи да се крије у Јужној Америци. Након тога је ухапшен.
Судија Ричард Берман одбацио је све оптужбе против Епстина 29. августа.  Као резултат тога, истраге о трговини сексом и пажња медија преусмерили су пажњу на његове наводне сараднике, попут Брунела, принца Ендруа и Гислен Максвел.

### Каснија кривична суђења и развој догађаја
Савезни тужиоци у Њујорку су 19. новембра 2019. године оптужили чуваре МЦЦ-а Мајкла Томаса и Това Ноела, оптужујући их за више тачака за фалсификовање записа и заверу ради фалсификовања записа.  Оптужбе су засноване на видео снимку које су тужиоци добили, а који показује да стражари нису проверавали Епстина осам сати. Уместо тога, извршили су личне претраге на својим рачунарима и спавали. Према Џефрију Берману, америчком тужиоцу за јужни округ Њујорка , за то време су више пута потписивали записнике потврђујући да су извршили потребне провере.  Њихова кауција је одређена на 100.000 долара.  Тврдили су да су „жртвени јарци“ за веће проблеме унутар федералног затворског система.  У мају 2021. судија је одобрио договор о одложеном кривичном гоњењу, кроз који чувари могу да избегну осуду и казну ако се придржавају одређених услова.
У судском поступку у децембру 2019. против Епстиновог цимера из ћелије Ника Тартаглионеа, савезни тужиоци су известили да су снимци надзора изван Епстинове ћелије током инцидента 23. јула нестали. Тартаглионеова одбрана, која је тврдила да се на снимку види како Тартаглионе спашава Епстинов живот, надала се да ће то илустровати Тартаглионеов лик. Његов адвокат је тражио да се снимак задржи 25. јула, два дана након инцидента.  Судија Кенет Карас затражио је од владе да утврди шта се догодило са снимком. Неколико дана касније, савезни тужиоци су поништили своју изјаву, тврдећи да су пронашли нестали снимак. Али у јануару 2020. признали су да је снимак трајно избрисан због „чиновничке грешке“.
2. јула 2020, скоро годину дана након што је Епстин ухапшен, ФБИ је ухапсио и оптужио Максвела у Бредфорду у Њу Хемпширу . Оптужбе су укључивале „навођење и заверу да се малолетници приволе да путују ради незаконитих сексуалних радњи, превоз и заверу ради превоза малолетника са намером да се упусте у криминалну сексуалну активност, и две тачке за лажно сведочење“.  Савезне власти су изразиле забринутост да би она такође могла да изврши самоубиство у притвору и наводно су примениле додатне безбедносне протоколе.  У интервјуу у августу 2020., председник Трамп је рекао да јој је „желео добро“ и поново упитао да ли је Епстинова смрт самоубиство или убиство.

## Сумње у убиство и теорије завере
Због кршења стандардних затворских процедура и Епстиновог знања о компромитујућим информацијама о познатим личностима, његова смрт је изазвала скептицизам и бројне теорије завере.  Епстинови теоретичари завере су пежоративно означени као „Епстинови истински“. Анкета Rasmussen Reports-а спроведена убрзо након његове смрти у августу 2019. показала је да само 29% одраслих Американаца верује да је Епстин заиста починио самоубиство, док 42% мисли да је убијен да би га спречило да сведочи против моћних људи са којима се дружио, а 29% људи су били неодлучни.  До новембра 2019, Business Insider анкета је показала да је број оних који верују да је Епстин убијен био већи од оних који заговарају самоубиство три према један.  У анкети из 2020. Rasmussen је открио да већина Американаца верује да је Епстин убијен, а само 21% верује да је извршио самоубиство. Професор Универзитета у Чикагу Ерик Оливер, стручњак за теорију завере, означио је популистичка осећања и неповерење у политички систем као главне факторе који доприносе широком одбацивању званичног наратива.
Због његових веза са многим богатим и моћним људима, спекулисало се да су један или више саучесника или учесника у његовим сексуалним злочинима можда организовали да га ућуткају.  У сатима након смрти, хештег #ClintonBodyCount и супротстављени #TrumpBodyCount били су у тренду на Твитеру док су корисници оптуживали Била и Хилари Клинтон и Доналда Трампа да су умешани у Епстинову смрт.  Неколико сати након што је Епстин пронађен мртав, Трамп је ретвитовао теорију завере аутора Теренса К. Вилијамса, комичара и конзервативног коментатора, сугеришући да постоји веза између Клинтонових и Епштајнове смрти – што продужава вишегодишњу теорију завере која датира из раних 1990-их да су Клинтонови убили бројне људе да би их ућуткали.
На саслушању 27. августа, Епстинов бранилац Рид Вајнгартен изразио је "значајне сумње" да је Епстинова смрт последица самоубиства. Према Вајнгартену, када су се адвокати састали са својим клијентом непосредно пре његове смрти, „нисмо видели очајну, малодушну, самоубилачку особу“.  Епстинов брат, Марк, одбацио је могућност Џефријевог самоубиства, тврдећи: „Могао сам да видим да ли је добио доживотну затворску казну, могао сам да га видим како се извлачи, али је требало да буде саслушан за кауцију“.  Такође је тврдио да би његов „живот такође могао бити у опасности“, ако је Епстин заиста убијен. На конференцији за новинаре око два месеца након Епстинове смрти, де Блазио је одбио да подржи закључке главног лекара Сампсона, рекавши: „Нешто се овде не уклапа. Једноставно нема смисла да затвореник највишег профила у Америци—знате , неко је заборавио да га чува“.  Бивши адвокат америчког тужиоца и саветник Сенатског правосудног комитета Брет Толман рекао је да је смрт „више него случајна” с обзиром на Епстинове „многе везе са моћним људима”.
Непосредно након његове смрти, теоретичари завере на мрежи су лажно тврдили да су слике Епстина у транспорту у болницу заправо слике двоструког тела. Ослонили су се на наводне разлике између уха тела и Епштајновог уха на фотографији која се налази поред. Проверивач чињеница Снопс је истакао да је Епстинова слика стара 15 година и да је „вероватније да су та неслагања резултат старења”.  Без обзира на то, амерички бенд Foster the People је промовисао ове тврдње на Твитеру.  У октобру 2020. године, више од годину дана након његове смрти, појавиле су се сличне лажне теорије које су тврдиле да Епстин живи на ранчу Зоро , својој резиденцији у Новом Мексику.